# あんぎゃ 〜モモーイ世界の旅〜
「あんぎゃ 〜モモーイ世界の旅〜」（あんぎゃ 〜モモーイせかいのたび〜）は、桃井はるこの13枚目のアルバム。 2012年9月26日にAKIHABA LOVE RECORDSから発売された。

## 音楽性
AKIHABA LOVE RECORDS設立以来、毎年発表してきた全曲独自楽曲のフルアルバム四枚目で、2012年9月26日に発売された。
あんぎゃの表題は国内だけでなく海外公演を積極的にこなし、2011年だけでメキシコ、台湾、アメリカ、フランス、カナダ、マカオ、広州、ドイツ、ロシアと世界中を行脚して、世界中のオタクの存在、アキバ系の楽曲の力を感じてきた桃井の活動に由来する。
全十一曲中、D.C.III 〜ダ・カーポIII〜の登場キャラクター向けに書き下ろしたものをセルフカバーしたものが5曲、ゆるめいつの主題歌が4曲と両作に関係のある曲が大半を占め、残り二曲の内、「月と星のうた」は魔女っ娘つくねちゃんswfの挿入歌、「S・N・S・N・S！」もセルフカバーと他作品と関係するものだけで構成されている。
提供先を想定した作詞・作曲を行う桃井の姿勢と作品の性質から、恋愛する少女の心根を歌ったアイドル歌謡風の萌える曲とレゲエ調の「Rudy Goody」、やさしく歌い上げる「月と星の歌」などゆるやかな曲調のものが多くを占めるアルバムになっている。「とびだせ！３D」、「こんな年越ししてみたかった」と年越しの集まりを祝う「Count down! Party night!」など勢いのいい曲もあり、全体を通して声優的な整えられた声音で歌われている。

## 収録曲
1. 恋のタイム・リミット
作詞・作曲・桃井はるこ 編曲：manzo
「D.C.III 〜ダ・カーポIII〜」 キャラクターソング モモーイバージョン
2. S・N・S・N・S！
作詞・作曲・編曲：桃井はるこ
NHK総合テレビ「MAG・ネット」オープニング曲セルフカバー
3. おせっかいFB
作詞・作曲：桃井はるこ 編曲：久米由基
「D.C.III 〜ダ・カーポIII〜」 キャラクターソング モモーイバージョン
4. キャピ夏☆HIGHてんしょん！
作詞・作曲：桃井はるこ 編曲：Haraddy
TVアニメ「ゆるめいつ3でぃPLUS」主題歌
5. カラフル・アクアリウム
作詞・作曲：桃井はるこ 編曲：松武秀樹
「D.C.III 〜ダ・カーポIII〜」 キャラクターソング モモーイバージョン
6. とびだせ！３D
作詞・作曲：桃井はるこ 編曲：Haraddy
TVアニメ「ゆるめいつ3でぃ」主題歌
7. Rudy Goody
作詞・作曲：桃井はるこ 編曲：桃井はるこ、Haraddy、鈴木勝彦
TVアニメ「ゆるめいつ3でぃPLUS」DVDエンディング曲
8. 月と星のうた
作詞：まがりひろあき 作曲・編曲：TAMAGO
月刊少年シリウス WEB漫画「魔女っ娘つくねちゃんswf」挿入歌
9. Live Alive
作詞・作曲：桃井はるこ 編曲：manzo
「D.C.III 〜ダ・カーポIII〜」 キャラクターソング モモーイバージョン
10. Count down! Party night!
作詞・作曲：桃井はるこ 編曲：古川竜也
「D.C.III 〜ダ・カーポIII〜」 キャラクターソング モモーイバージョン
11. sweet suite room
作詞・作曲：桃井はるこ 編曲：松本光児
TVアニメ「ゆるめいつ3でぃ」DVDエンディング曲